# Kalle Anka som fönsterputsare
Kalle Anka som fönsterputsare (engelska: Window Cleaners) är en amerikansk animerad kortfilm med Kalle Anka från 1940.

## Handling
Kalle Anka jobbar som fönsterputsare och är igång med att tvätta alla fönster på en skyskrapa. Till hjälp har han hunden Pluto som assistent, som hellre vill ligga och sova än att sköta repet till plattformen eller fylla på vattenhinkar. Det blir extrasvårt för Kalle att jobba när ett argt bi kommer.

## Om filmen
Filmen hade svensk premiär den 14 december 1942 på Sture-Teatern i Stockholm och ingick i kortfilmsprogrammet Kalle Ankas glada gäng tillsammans med sex kortfilmer; Sådan husse, sådan hund (ej Disney), Musse Pigg har ångan uppe, Kalle Anka vill ha nattro, Äventyr i djungeln (ej Disney), Pluto junior och Kalle Ankas snöbollskrig..
Filmen har givits ut på VHS och DVD och finns dubbad till svenska.

## Rollista
- Clarence Nash – Kalle Anka
- Lee Millar – Pluto[7]